# Pensby
Pensby är en ort i distriktet Wirral, i grevskapet Merseyside, i England. Pensby var en civil parish från 1866 till 1974. Civil parish hade 2 996 invånare år 1951.